# Salva Rubio
Salvador Rubio Gómez (Madrid, 1978), conocido como Salva Rubio, es un escritor y guionista de largometraje español, miembro asociado del Sindicato de Guionistas de Estados Unidos (WGA) y miembro de la Academia de las Artes y las Ciencias Cinematográficas de España
Es doctor en Historia y Artes por la Universidad de Granada, licenciado en Historia del Arte por la Universidad Complutense de Madrid y realizó un Master en Guion de Cine y Televisión en la Universidad Carlos III de Madrid
Fue ganador del prestigiado premio de la Sociedad General de Autores y Editores (SGAE) Julio Alejandro para guionistas por Mugalari, su cortometraje de animación Checkout fue multipremiado y preseleccionado en los Premios Goya 2010 y coguionista del largometraje de animación Deep, nominado a mejor película de animación en los Premios Goya 2018. Su obra en cómic ha sido nominada a un Eisner Award, premiada como Mejor novela gráfica histórica de la Fête de la BD de Bruselas (Cognito Prix) y recibió un Japan International Manga Award en 2025.
En 2017 se anunció había sido el elegido para continuar la serie de libros del autor norteamericano Blake Snyder titulada Save the Cat! con el título Save the Cat! Goes to the indies. En 2018 fue elegido por Arturo Pérez-Reverte, junto al dibujante Rubén del Rincón, para realizar el spin-off en cómic de su obra El tango de la guardia vieja, titulado Max. También ha adaptado a novela gráfica a otros autores superventas españoles, como Antonio Iturbe y Javier Sierra
Es colaborador habitual de la revista Jot Down.

## Obra

### Cine
- Deep (coguionista, 2017)

### Novela
- Zíngara: buscando a Jim Morrison, Penguin Random House Grupo Editorial España, 2012, ISBN 8483653923
- El Príncipe: Basada en la serie creada por Aitor Gabilondo y César Benítez, Penguin Random House Grupo Editorial España, 2014, ISBN 8483656701
- Baila Laia, Milenio, 2025, ISBN  8419884766

### Ensayo
- Metal extremo: 30 años de oscuridad (1981-2011), Milenio, 2011, ISBN 8497434633
- Metal extremo 2: Crónicas del abismo (2011-2016), Milenio, 2016, ISBN 8497437535
- Save the Cat! Goes to the Indies: The Screenwriters Guide to 50 Films from the Masters, Save the Cat! Press, 2017, ISBN 0984157662
- Tras los pasos de Indiana Jones: objetos mágicos, lugares míticos y secretos de la saga, Minotauro, 2021, ISBN 8445010239
- Capoeira nights: los Pifs, autores de cómic españoles en el mercado francobelga de los 80 a la actualidad, en Félix López (Ed.) De Pif a Blacksad: panorámica de la presencia española en la bande dessinée, ACyT, 2024, ISBN 8409539642
- El impacto internacional del cómic español, en Libro Blanco del Comic en España, Sectorial del Cómic / Acción Cultural Española, Dirección General del Libro, el Cómic y la Lectura, 2024, Dep. Legal M-1861-2024

### Cómic
- Robinsón Cruasán, lustrado por Cristina Perez Navarro, Thule, 2013, ISBN 8415357028
- Vinland: la saga de Freydís Eiríksdóttir, Ilustrado por Stebba Ósk Ómarsdóttir, Thule Ediciones, S. L., 2017, ISBN 8415357680
- Monet: Nomade de la Lumière, Ilustrado por EFA, Le Lombard (ed.), 2017, ISBN 2803671158
- Le photographe de Mauthausen, Ilustrado por Pedro Colombo, Le Lombard (ed.), 2017, ISBN 2803655403
- Max 1: Le silence après le tango, Ilustrado por Ruben Del Rincon, Color: Amélie & Lerolle, Editions du Long Bec, 2018, ISBN 9791092499834
- Max 2: Fox-trot sur une tombe, Ilustrado por Ruben Del Rincon, Color: Amélie & Lerolle, Editions du Long Bec, 2018, ISBN 9782379380013
- Miles et Juliette, Ilustrado por Sagar, Editions Delcourt, 2019, ISBN 9782413015208
- Django Main de Feu, Ilustrado por Efa, Editions Dupuis, 2020, ISBN 9791034731244
- Degas: la Danse de la Solitude, Ilustrado por Efa, Editions Le Lombard, 2021, ISBN 9782803677122
- Les Zazous 1: All too soon, Ilustrado por Danide, Glénat Editions, 2021, ISBN 9782344041772
- Brel, une vie a mille temps 1: Quand on n'a pas que la musique, Ilustrado por Sagar, Glénat Editions, 2021, ISBN 9782344039243
- Viollet-Le-Duc, l'homme qui ressuscita Notre-Dame, Ilustrado por Edu Ocaña, Editions Delcourt, 2022, ISBN 9782413037736
- La Bibliotecaria de Auschwitz, Ilustrado por Loreto Aroca, Planeta Cómic, 2022, ISBN 9788491749332
- La Pirámide Inmortal, Ilustrado por Cesc Dalmases, Norma Editorial, 2022, ISBN 9788467952087
- Le Premier Dumas 1: Le dragon noir, Ilustrado por Rubén del Rincón, Glénat Editions, 2022, ISBN 9782344045251
- Nemoralia, vol. 1, Ilustrado por Mateo Guerrero, Editions Robinson, 2022, ISBN 9782016291115
- Brel, une vie a mille temps 2: Ne me quitte pas, Ilustrado por Sagar, Glénat Editions, 2022, ISBN 9782344039250
- Les Zazous 2: You don't know what love is, Ilustrado por Danide, Glénat Editions, 2023, ISBN 9782344045695
- Bartholdi, la Statue de la Liberté, Ilustrado por Edu Ocaña, Editions Delcourt, 2023, ISBN 9782413037743
- Le Premier Dumas 2: Le diable noir, Ilustrado por Rubén del Rincón, Glénat Editions, 2023, ISBN 9782344054284
- Brel, une vie a mille temps 3: Marquises, Ilustrado por Sagar, Glénat Editions, 2024, ISBN 9782344039267
- Les Zazous 3: Every time we say goodbye, Ilustrado por Danide, Glénat Editions, 2024, ISBN 9782344056035
- Le Premier Dumas 3: Le comte noir, Ilustrado por Rubén del Rincón, Glénat Editions, 2024, ISBN 9782344059975
- La Guerra de Audrey, Ilustrado por Loreto Aroca, Planeta Cómic, 2025, ISBN 9788411618007